# Bellenot-sous-Pouilly
Bellenot-sous-Pouilly és un municipi francès, situat al departament de la Costa d'Or i a la regió de Borgonya - Franc Comtat. L'any 2007 tenia 212 habitants.

## Demografia[Cal actualitzar]

### Població
El 2007 la població de fet de Bellenot-sous-Pouilly era de 212 persones. Hi havia 88 famílies, de les quals 20 eren unipersonals (12 homes vivint sols i 8 dones vivint soles), 48 parelles sense fills i 20 parelles amb fills.
La població ha evolucionat segons el següent gràfic:
Habitants censats

### Habitatges
El 2007 hi havia 114 habitatges, 88 eren l'habitatge principal de la família, 18 eren segones residències i 8 estaven desocupats. Tots els 114 habitatges eren cases. Dels 88 habitatges principals, 80 estaven ocupats pels seus propietaris, 4 estaven llogats i ocupats pels llogaters i 4 estaven cedits a títol gratuït; 1 tenia una cambra, 2 en tenien dues, 10 en tenien tres, 24 en tenien quatre i 51 en tenien cinc o més. 63 habitatges disposaven pel capbaix d'una plaça de pàrquing. A 32 habitatges hi havia un automòbil i a 49 n'hi havia dos o més.

### Piràmide de població
La piràmide de població per edats i sexe el 2009 era:
| Homes | Edats   | Dones |
| ----- | ------- | ----- |
| 0     | 95 o +  | 0     |
| 0     | 90 a 94 | 0     |
| 0     | 85 a 89 | 0     |
| 0     | 80 a 84 | 0     |
| 12    | 75 a 79 | 4     |
| 8     | 70 a 74 | 8     |
| 0     | 65 a 69 | 12    |
| 0     | 60 a 64 | 0     |
| 8     | 55 a 59 | 4     |
| 4     | 50 a 54 | 0     |
| 8     | 45 a 49 | 12    |
| 12    | 40 a 44 | 12    |
| 12    | 35 a 39 | 0     |
| 4     | 30 a 34 | 0     |
| 8     | 25 a 29 | 8     |
| 4     | 20 a 24 | 8     |
| 4     | 15 a 19 | 12    |
| 0     | 10 a 14 | 8     |
| 0     | 5 a 9   | 4     |
| 8     | 0 a 4   | 4     |

## Economia
El 2007 la població en edat de treballar era de 139 persones, 100 eren actives i 39 eren inactives. De les 100 persones actives 97 estaven ocupades (50 homes i 47 dones) i 3 estaven aturades (2 homes i 1 dona). De les 39 persones inactives 22 estaven jubilades, 8 estaven estudiant i 9 estaven classificades com a «altres inactius».

### Ingressos
El 2009 a Bellenot-sous-Pouilly hi havia 92 unitats fiscals que integraven 230 persones, la mediana anual d'ingressos fiscals per persona era de 18.203 €.

### Activitats econòmiques
Dels 4 establiments que hi havia el 2007, 2 eren d'empreses de construcció, 1 d'una empresa de transport i 1 d'una empresa de serveis.
Dels 2 establiments de servei als particulars que hi havia el 2009, 1 era un guixaire pintor i 1 fusteria.
L'any 2000 a Bellenot-sous-Pouilly hi havia 10 explotacions agrícoles que ocupaven un total de 903 hectàrees.

## Poblacions més properes
El següent diagrama mostra les poblacions més properes.